# The Living Infinite
The Living Infinite è il nono album in studio del gruppo melodic death metal svedese Soilwork, pubblicato nel 2013
Questo doppio album è caratterizzato da canzoni veloci e aggressive alternate a pezzi più lenti e melodici.

## Tracce

### Disco 1
1. Spectrum of Eternity – 4:01
2. Memories Confined – 3:25
3. This Momentary Bliss – 3:45
4. Tongue – 4:17
5. The Living Infinite I – 3:50
6. Let the First Wave Rise – 2:52
7. Vesta – 4:18
8. Realm of the Wasted – 4:29
9. The Windswept Mercy – 4:14
10. Whispers and Lights – 5:09

### Disco 2
1. Entering Aeons (instrumental) – 2:34
2. Long Live the Misanthrope – 5:26
3. Drowning With Silence – 4:28
4. Antidotes in Passing – 4:15
5. Leech – 4:20
6. The Living Infinite II – 5:39
7. Loyal Shadow (instrumental) – 2:34
8. Rise Above the Sentiment – 4:03
9. Parasite Blues – 5:16
10. Owls Predict, Oracles Stand Guard – 5:24

## Formazione

### Gruppo
- Björn Strid − voce
- Daniel Antonsson − chitarra
- Sylvain Coudret − chitarra
- Ola Flink − basso
- Sven Karlsson − tastiere
- Dirk Verbeuren − batteria

### Ospiti
- Justin Sullivan – voce in The Windswept Mercy
- Hanna Carlsson – violoncello in Spectrum of Eternity, The Living Infinite II; piano in Spectrum of Eternity